# Darwin Torres
Darwin Torres (vollständiger Name: Darwin Fabián Torres Alonso) (* 16. Februar 1991 in José Pedro Varela) ist ein uruguayischer Fußballspieler.

## Karriere

### Verein
Der „Vampiro“ genannte, aus Lavalleja stammende Torres spielt auf der Position des Abwehrspielers. Er stammt aus den eigenen Nachwuchsmannschaften Nacional Montevideos, begann aber ursprünglich in Maldonado beim Club Atlético Fernandino mit dem Fußballspielen. Ab 2004 stand er dann in der U-14 (Septima) des Klubs aus Montevideo, lebte im Vereinsinternat und durchlief seither die weiteren Vereinsteams. In der Saison 2007/08 wurde er uruguayischer U-17-Meister. 2009 gewann die U-19, die von ihm als Mannschaftskapitän geführt wurde, ebenfalls den nationalen Titel in der Meisterschaft. Auch den Punta Cup, ein internationales Turnier für U-20-Mannschaften, holte er in den Jahren 2008 und 2009 mit seinen Mitspielern. 2009 trug er dabei ebenfalls die Kapitänsbinde. Unter Trainer Marcelo Gallardo gelang ihm 2011 der Sprung in die Erste Mannschaft. Dort debütierte er am 1. Oktober 2011 beim 0:3-Auswärtssieg gegen CS Cerrito in der uruguayischen Primera División. Für die Bolsos absolvierte er in Apertura und Clausura der Spielzeit 2011/2012 17 Erstligaspiele und eine Partie der Copa Libertadores. Am Saisonende stand der Gewinn der Landesmeisterschaft in der Bilanz. In der Clausura 2013 stand er auf Leihbasis bei Racing unter Vertrag, wo er in jener Rückrunde zwölfmal in der Primera División zum Einsatz kam. Nach Ablauf der Leihe kehrte er zur Saison 2013/2014 zu Nacional zurück, das einem erneuten Ausleihgesuch Racings zunächst nicht stattgab. Noch vor Saisonbeginn wechselte er zu Juventud, wohin er abermals bis zum Jahresende ausgeliehen wurde. In der Apertura 2013 lief er je nach Quellenlage elfmal oder zwölfmal in der Liga auf, erzielte aber keinen Treffer. Zur Clausura 2014 kehrte er zu Nacional zurück. In der Clausura 2014 bestritt er vier Erstligapartien für die Bolsos. Anschließend wurde Mitte Juli 2014 zunächst vermeldet, dass er sich zur Spielzeit 2014/15 erneut Juventud anschließen werde. Dieser Wechsel kam jedoch offensichtlich nicht zustande, da Anfang August 2014 der Ligakonkurrent Racing die abermalige Verpflichtung des Linksverteidigers bekannt gab. In der Saison 2014/15 wurde er in 25 Erstligaspielen (kein Tor) eingesetzt. Es folgten zwölf Erstligaeinsätze (kein Tor) in der Apertura 2015. Zum Jahresanfang 2016 schloss er sich dem mexikanischen Klub Cimarrones de Sonora an. Dort bestritt er 32 Ligaspiele (kein Tor) in der Primera A. Anfang Januar 2017 verpflichtete ihn Zacatepex Siglo XXI. Bislang (Stand: 4. März 2017) schoss er dort ein Tor bei elf Ligaeinsätzen und absolvierte eine Pokalpartie (kein Tor).

### Nationalmannschaft
Torres gehörte 2010 der U-19-Auswahl Uruguays an. Diese führte er in einem internationalen Turnier jenes Jahres als Kapitän, an dem neben Uruguay auch Paraguay, Chile und Brasilien teilnahmen. Torres Name war Bestandteil einer am 14. Februar 2012 seitens des Nationaltrainers Óscar Tabárez bekanntgegebenen provisorischen Vorauswahl-Liste, aus der die Nominierten für das uruguayische Team beim olympischen Fußballturnier der Olympischen Spiele 2012 rekrutiert werden sollen. Nominiert wurde er letztlich jedoch nicht.

### Erfolge
- Uruguayischer Meister 2011/12